# Дугинка III
Дугинка III — деревня Трепольского сельского поселения Михайловского района Рязанской области.

## Этимология
Населённый пункт был назван по имени реки.
Гидроним образован от слова дуга.

## География
Деревня находится на высохшей реке Дугинке. Река Дугинка в данный момент не существует. В деревне есть несколько водоемов, соединённых периодически пересыхающими ручьями.

## Население
| 2010 |
| ---- |
| 1    |